# IBM Informix
HCL Informix（HCL インフォミックス）はHCLテクノロジーズの関係データベース管理システム (RDBMS) 製品群である。1980年にInformix社が開発販売した製品であったが、2001年に会社ごとIBM社が買収して IBM Informix となり、2018年にHCLテクノロジーズ社がInformixを含むソフトウェア製品を買収して HCL Informixとなった。

## 概要
Informixデータベース管理システム (DBMS) は1970年代末にロジャー・シップルが考案・設計した。1980年にInformix社が設立され、1986年に株式公開され、1990年代にはOracleに次ぐデータベースシステムの地位を得るに至った。しかし成功は長くは続かず、経営上の失敗が度重なって 2000年までに財政的に極めて困難な状態となった。
2001年、Informix最大の顧客であったウォルマートの示唆を受けて、IBMがInformixを買収した。IBMはDB2とInformixの技術共通化に関する長期計画を持っている。2005年初め、IBMはInformix Dynamic Server (IDS) バージョン10 をリリースした。
2006年、IBM内でデータサーバ技術をIDS (Informix Dynamic Server) に集約する動きがあった。DB2部門を統括していたJanet Pernaは30年以上勤務した同社を退職し、同部門はDB2 Information Management部門からInformation Management部門へと改称された。
IDSはIBM 内では戦略データサーバ (strategic data server) という位置づけになっている。2007年、IBMは Informix (IDS) バージョン11をリリースした。2008年5月、IBMはInformix (IDS) バージョン11.5を発表した。

## 主な製品
- Informix C-ISAM - 最初のMarathonに基づいた製品
- Informix SE - アプリケーションへの組み込み向けのローエンド製品
- Informix OnLine - 中規模データベース製品
- Informix Extended Parallel Server (XPS, V8) - 大規模分散システム向け
- Informix Universal Server (V9) - Illustraの技術を導入した製品
- Informix 4GL - 第4世代言語
- Red Brick Warehouse - データウェアハウス製品
- Cloudscape - モバイル機器からJ2EEのハイエンドまでをカバーするJavaで書かれたRDBMS。2004年、IBMはこれをオープンソースとし、今後の保守をApache Software Foundationに委ねた。名称はApache Derbyとなっている。
- UniVerse、UniData - 多次元データベースはSQLでは扱いにくいネットワーク/階層/配列などのデータモデルを扱う。